# Marie Joseph Louis Henri Noetinger
Marie-Joseph-Louis-Henri Noetinger, francoski general, * 1890, † 1951.